# Народное право
«Социально-революционная партия Наро́дного пра́ва» — российская нелегальная революционно-демократическая организация народнического толка (1893 — 1894 гг.). Членами организации состояли представители разночинной демократической интеллигенции, их деятельность была направлена на пропаганду также среди интеллигенции.

## История возникновения

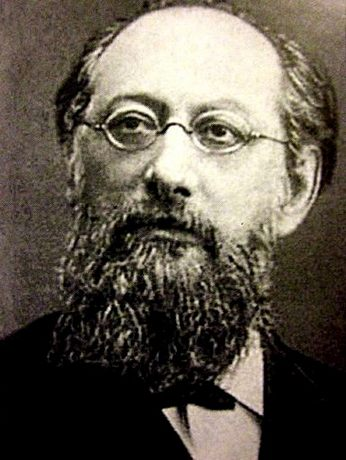
Марк Натансон — основатель и душа партии по выражению В. В. Водовозова.

Возникновение партии было связано с драматичными поисками бывшими революционерами-народниками новых путей борьбы с самодержавием в условиях кризиса народнического движения после разгрома партии «Народная воля» в 1884 году. В начале 1890-х годов значительная часть бывших народовольцев возвратилась из ссылок. С 1889 года народник М. А. Натансон, поселившийся в Саратове, предпринимал попытки объединения раздробленных народнических кружков в единую партию. С 1892 года к его усилиям присоединился бывший народоволец Н. С. Тютчев, поселившийся в Нижнем Новгороде. В это же время в Нижнем находятся народник Н. Ф. Анненский и писатель В. Г. Короленко, отбывавшие ссылку за свою политическую неблагонадёжность. В мае 1892 года по рекомендации В. Г. Короленко в новую партию был привлечён А. И. Богданович. В создании и деятельности партии так или иначе приняли участие выдающиеся деятели народнического и народовольческого движения О. В. Аптекман, В. А. Бодаев, А. В. Гедеоновский, В.А. Жданов, Г. Ф. Зданович, М. П. Миклашевский, В. Я. Богучарский, П. Ф. Николаев, А. В. Пешехонов, М. А. Плотников , В. М. Чернов, Н. М. Флёров.
Создать партию стало возможным, объединенив Саратовский, Орловский и Московский кружки народников. Помимо народников в партию вошли деятели либерального движения В. А. Гольцев, П. Н. Милюков и др. Окончательное формирование партии произошло в сентябре 1893 года на объединительном съезде в Саратове. Редактором печатного органа «Народного права» согласился стать Н. К. Михайловский, который вместе с Н. Ф. Анненским и Короленко лично присутствовал на организационной конференции в Саратове, но вместе с тем, как и они, несколько дистанцировал себя от активной политической работы в партии. Отделения нелегальной организации существовали в Москве, Петербурге, Орле, Смоленске, Харькове, Нижнем Новгороде, Перми, Екатеринбурге, Уфе, Баку, Тбилиси, Ростове-на-Дону и т. д.

## Цели партии и партийная тактика

Лидер партии Н. С. Тютчев.

В своей деятельности народоправцы стремились учесть просчёты прежней тактики, приведшие к разгрому «Народной воли». Игнорируя бланкистски-заговорщические методы народовольцев, они пытались опереться на более широкие социальные слои общества: 

явиться перед лицом торжествующего абсолютизма не кружком заговорщиков, а политической партией— А. И. Богданович, «Насущный вопрос». Лондон, 1895, с. 1.
 Важнейшая цель партии — борьба с самодержавием и демократические реформы. 

Уничтожить самодержавие и заменить бюрократию народным правлением — таковы в современной России непосредственные цели и задачи борьбы за политическую свободу… стряхнуть с себя гнёт обветшалых идей народничества, культурничества, проповеди малых дел… отказаться от благоговейного преклонения перед мифическим «богоносительным» народом, с его какой-то никому неведомой особливой правдой.— А. И. Богданович, «Насущный вопрос». Лондон, 1895, с. 24, 30.
Конечная цель — установление социалистического строя. На этой платформе народоправцы стремились объединиться для достижения своих задач со всеми российскими демократическими силами от революционеров до либералов. В программу партии входили следующие ближайшие цели: представительное правление на основе всеобщего голосования, свобода печати, сходок, вероисповедания, неприкосновенность личности, политическое самоопределение для всех народов России.
В отличие от народовольцев, «Народное право» не ставило перед собой задачи физической расправы с отдельными представителями правящего режима и не имело своей боевой организации. Смысл своей деятельности народоправцы видели в дискредитации всей существующей системы, в создании идеологических предпосылок для перехода к парламентаризму, в формировании единого сплочённого антиправительственного блока оппозиционных сил для борьбы за политические реформы. По мнению В. И. Ленина, конституционализм интересовал народоправцев больше, чем собственно социализм.
Метод партийной борьбы — революционная пропаганда через нелегальные интеллигентские кружки в легальных просветительских учреждениях, в земствах, в учебных заведениях, рабочих клубах и т. д. Партия имела свою типографию в Смоленске, где в 1894 году был выпущен партийный «Манифест» и брошюра «Насущный вопрос». Позднее, после разгрома партии, автор брошюры А. И. Богданович переиздал её в 1895 году в Лондоне. Народоправцы планировали обсудить вопросы партийной стратегии и тактики, экономическую программу в собственном партийном нелегальном журнале, но задачу выпускать свой регулярный печатный орган партийцы осуществить не успели — летом 1894 года вместе с разгромом партии была уничтожена и смоленская типография.

## Разгром партии и его последствия

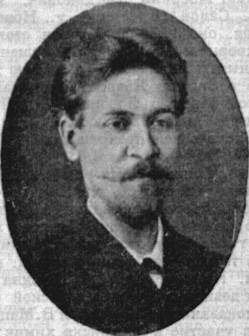
Идеолог партии «Народное право» Ангел Богданович.

Поскольку деятельность новой народнической организации с самого начала протекала под наблюдением жандармского чиновника С. В. Зубатова, её работу удалось быстро пресечь, а руководство партии арестовать. Одновременно с раскрытием деятельности партии произошёл и провал «Группы народовольцев». В апреле 1894 года был арестован М. А. Натансон, позднее были задержаны Н. С. Тютчев, В. М. Чернов, А. В. Пешехонов и др. В общей сложности к дознанию о деятельности партии «Народного права» было привлечено 158 участников. Партия оказалась без руководящего центра, полностью были ликвидированы некоторые провинциальные отделения.
Движение народоправства не прекратилось в связи с разгромом партии. Некоторым её членам удалось избежать репрессий (А. И. Богданович, М. П. Миклашевский (Неведомский), В. Я. Богучарский, М. А. Плотников и П. Ф. Николаев и др.). Их деятельность протекала в обстановке глубокого подполья. Они выпускали в 1896 — 1898 гг. газету «Борьба», обращения к бастующим рабочим, пропагандистскую литературу: «Первый год Николая II», «Памяти М. Ф. Ветровой», сборник «Наше время» (два номера). Лидер уцелевших народоправцев А. И. Богданович покидает в 1894 году журнал «Русское богатство» и переходит в журнал «Мир Божий», где становится ведущим литературным критиком. Вплоть до конца 1890-х годов «Мир Божий» становится в определённом смысле трибуной народоправцев. В силу того, что деятельность народоправцев была чрезвычайно законспирированна, их влияние на политическую конъюнктуру в России конца 1890-х годов было малоощутимо.
В дальнейшем судьбы народоправцев складывались по-разному. Единственным последовательным приверженцем идей «Манифеста» партии остался А. И. Богданович. Он сам был его автором наряду с М. А. Плотниковым и П. Ф. Николаевым. Находившийся под постоянным надзором полиции, Богданович неоднократно арестовывался в конце 1890-х и начале 1900-х годов. Публицист испытал влияние идей «легального марксизма», но так и не примкнул ни к одной из позднейших партий и группировок, окончательно отойдя от идей народничества лишь к 1906 году.
Часть народоправцев претерпела эволюцию в сторону социал-демократии и марксизма (О. В. Аптекман, В. Я. Богучарский, М. П. Миклашевский, В.А. Жданов), либерализма (тот же В. Я. Богучарский, Н. Ф. Анненский — «Союз освобождения», П. Н. Милюков после участия в «Союзе освобождения» становится лидером кадетов.) Но основное ядро народоправцев позднее влилось в партии эсеров (М. А. Натансон, Н. С. Тютчев, В. М. Чернов, А. В. Гедеоновский и др.) и энесов (Н. Ф. Анненский, А. В. Пешехонов).

## Итоги деятельности партии

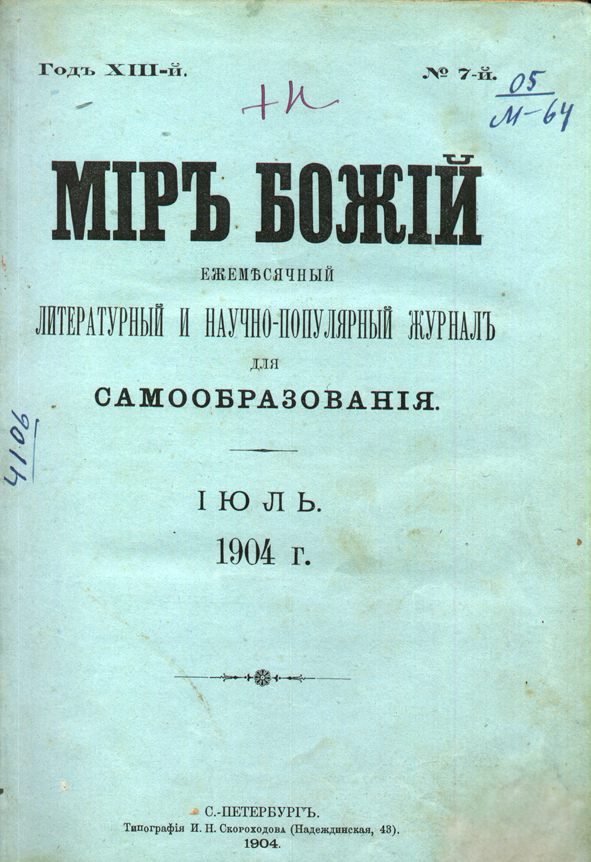
Неофициальный редактор журнала А.И.Богданович излагал в нём культурно-просветительную программу «Народного права»

Большинство исследователей истории партии «Народного права» сходятся в том, что отличительной особенностью деятельности этой организации был переходный, промежуточный характер идеологии народоправства от народничества с одной стороны к либерализму, марксизму с другой. Народоправцев отличает избавление от некоторых иллюзий народничества, пересмотр его тактики, но также и некая неопределённость взглядов, эклектизм политических симпатий, стремление объединить в одной партии социалистов и несоциалистов.
У историков нет единого мнения о соотношении в идеологии и тактике народоправцев либеральной и революционно-демократической составляющих и соответственно об историческом месте этой организации. Значимой частью платформы «Народного права» был не только решительный разрыв с либерально-народническими концепциями, но и пересмотр общенароднических понятий о самобытном историческом развитии России. Ведущие идеологи партии доказывали неоспоримые преимущества буржуазного парламентаризма европейского типа в сравнении с российским самодержавным государственным устройством, хотя в достижении этого парламентаризма им представлялась лишь ближайшая и самая необходимая цель освободительного процесса на пути дальнейшего движения к социалистическому обществу. Связь с предшествующей революционно-демократической традицией отличала народоправство от зрелого буржуазного либерализма. Кроме этого народоправцы разделяли убеждение об интеллигенции как о некоем внеклассовом лидере общественного прогресса, экономически незаинтересованном носителе идеалов общественной справедливости и особой сверхличностной «нравственной силы».